# أكشات تشاندرا
أكشات تشاندرا (بالإنجليزية: Akshat Chandra)‏ (ولد في عام 1999) لاعب شطرنج أمريكي يحمل لقب أستاذ كبير.

## الإنجازات
- تعلم الشطرنج في سن العاشرة حين كانت عائلته في زيارة للهند. وحين أقامت عائلته في الهند عدة سنوات تملك منه شغف اللعبة.
- في يناير 2010 منحه الاتحاد الدولي للشطرنج تصنيفاً يبلغ 1548 نقطة.
- وفي خلال فترة خمس سنوات وخمس شهور تجاوز حاجز 2500 نقطة، ويعتبر اكتساب هذه النقاط من أسرع اكتساب النقاط في تاريخ اللعبة.
- نال لقب أستاذ كبير في مارس 2017.

## روابط خارجية
- أكشات تشاندرا على موقع الاتحاد الدولي للشطرنج (الإنجليزية)
- أكشات تشاندرا على موقع مباريات الشطرنج (الإنجليزية)
- أكشات تشاندرا على موقع 365Chess.com (الإنجليزية)
- أكشات تشاندرا على موقع Chesstempo.com (الإنجليزية)
- أكشات تشاندرا على موقع الاتحاد الأمريكي للشطرنج (الإنجليزية)